# Georg Kliesing

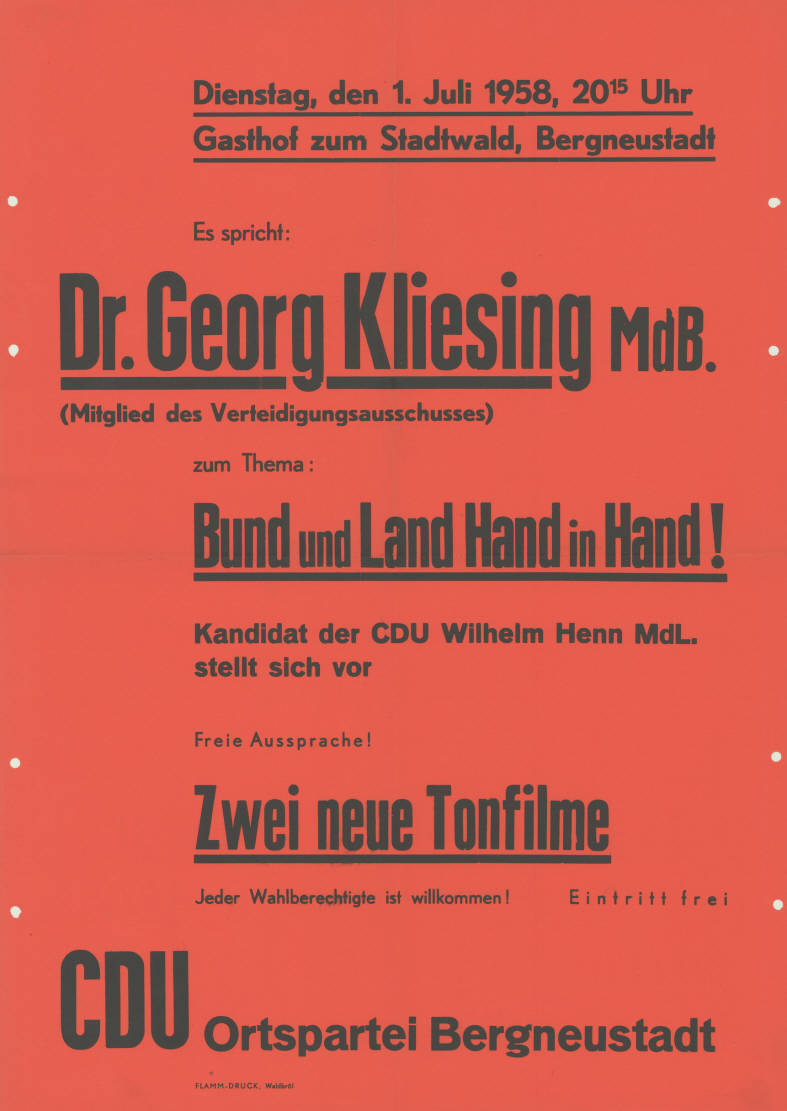
Georg Kliesing spricht in Bergneustadt (1958)

Georg Kliesing (* 10. Februar 1911 in Honnef; † 19. Juli 1992 in Bad Honnef) war ein deutscher Politiker der CDU.

## Leben und Beruf
Georg Kliesing wurde als Sohn des Volksschullehrers Wilhelm Kliesing in Honnef geboren, er war römisch-katholischen Glaubens. Nach dem Abitur 1928 studierte er an der Universität Bonn Philosophie, Rechtswissenschaften, Geschichte und Germanistik. Mit 21 Jahren wurde er dort bei Max Braubach zum Doktor der Philosophie promoviert und war damit der jüngste Doktor im Deutschen Reich. 1933 legte er das Referendarexamen und 1936 das Assessorexamen ab. Anschließend war er bis zum Kriegsbeginn Studienassessor in Bonn.
1939 wurde Kliesing zur Wehrmacht eingezogen. Er erlebte den Polen- und den Frankreichfeldzug mit. In Russland wurde er 1941 verwundet. 1944 absolvierte er einen Offizierslehrgang. Obwohl von den Amerikanern in Kriegsgefangenschaft genommen, wurde er mit seinen Kameraden den sowjetischen Truppen übergeben. Er kehrte im Sommer 1949 aus der Gefangenschaft in das Rheinland zurück und nahm seine Tätigkeit als Gymnasiallehrer wieder auf.
Während seiner gesamten politischen Karriere engagierte sich Georg Kliesing, als ehemaliger Kriegsgefangener, für die Rückkehr von Deutschen, die sich immer noch in Kriegsgefangenschaft befanden. Er war 1953 Gründungsmitglied des Verbands der Heimkehrer, dessen Ziel es war, Kriegsgefangene, welche im Ausland inhaftiert waren, zurück nach Deutschland zu holen.
Kliesing wurde auf dem Neuen Friedhof in Bad Honnef beigesetzt.

## Partei
Seit 1930 war Kliesing Mitglied des Windthorstbundes, später der Zentrumspartei. In den Wahlkämpfen des Jahres 1932 trat er als Redner in seiner Heimatregion und in der Eifel auf. 1949 trat er der CDU bei. Von 1951 bis 1961 war er Vorsitzender des CDU-Stadtverbands Bad Honnef und von 1960 bis 1966 des CDU-Kreisverbands für den Siegkreis. Darüber hinaus gehörte Kliesing dem Landesvorstand der JU-Rheinland an sowie ab 1958 dem CDU-Landesvorstand Nordrhein-Westfalen und war – zeitweilig als Vorsitzender – Mitglied des CDU-Bundesausschusses für Verteidigungsfragen.

## Abgeordneter
Kliesing gehörte dem Deutschen Bundestag von 1953 bis 1976 an. Er vertrat zuerst den Wahlkreis Siegkreis, 1965 den Wahlkreis Siegkreis I – Bonn-Land und ab 1969 den Wahlkreis Rhein-Sieg-Kreis I im Parlament.
Am 6. November 1958 wurde Kliesing zum Stellvertreter der Bundesrepublik Deutschland in der Beratenden Versammlung des Europarates ernannt, wobei er seinen scheidenden Kollegen und Amtsvorgänger, den Aachener Abgeordneten Franz Meyers, ablöste.
Kliesing war auch Mitglied der Parlamentarischen Versammlung des Europarates und der Versammlung der Westeuropäischen Union, wo er jeweils von 1968 bis 1970 die Fraktion der Christdemokraten führte. In der WEU-Versammlung war er zudem von 1962 bis 1966 Vorsitzender des Verteidigungsausschusses. In der Nordatlantischen Versammlung („NATO-Parlament“) war Kliesing 1963/64 Präsident sowie 1959–1962 und 1964–1966 Vizepräsident. Bis Ende der 1950er Jahre war Kliesing auch Kreistagsabgeordneter im Siegkreis.

## Ehrungen
- 1965: Großes Bundesverdienstkreuz mit Stern[4][1]

## Veröffentlichungen
- Die Säkularisation in den kurkölnischen Ämtern Bonn, Brühl, Hardt, Lechenich und Zülpich in der Zeit der französischen Fremdherrschaft, Dissertation, Bonn 1932.